# والیو بازیلیکاتا
والیو بازیلیکاتا (به ایتالیایی: Vaglio Basilicata) یک کومونه در ایتالیا است که در استان پوتنزا واقع شده‌است. والیو بازیلیکاتا ۴۲ کیلومتر مربع مساحت و ۲٬۱۵۰ نفر جمعیت دارد و ۹۵۴ متر بالاتر از سطح دریا واقع شده‌است.